# Práce a domov
Práce a domov je pískovcová plastika na zdi v ulici Libušina v Kladně u jedné z bývalých bran bývalého SONP Poldi, na protější straně silnice se nyní nachází čerpací stanice.
Vpravo od vrátnice a brány, na vysoké betonové zdi obložené tmavě hnědým glazovaným kabřincem, je připevněný 5 cm hluboký pískovcový reliéf, vysoký 1 m a široký 3,64 m ze 70. let 20. století od neznámého autora, který má tři části. Nalevo jsou dva havíři s pozadím dolů, uprostřed je obrázek rodiny (zleva žena koupající dítě ve vaně, žena při přípravě jídla a muž si čte knihu) a napravo jsou dva hutníci s pozadím hutí.

## Galerie

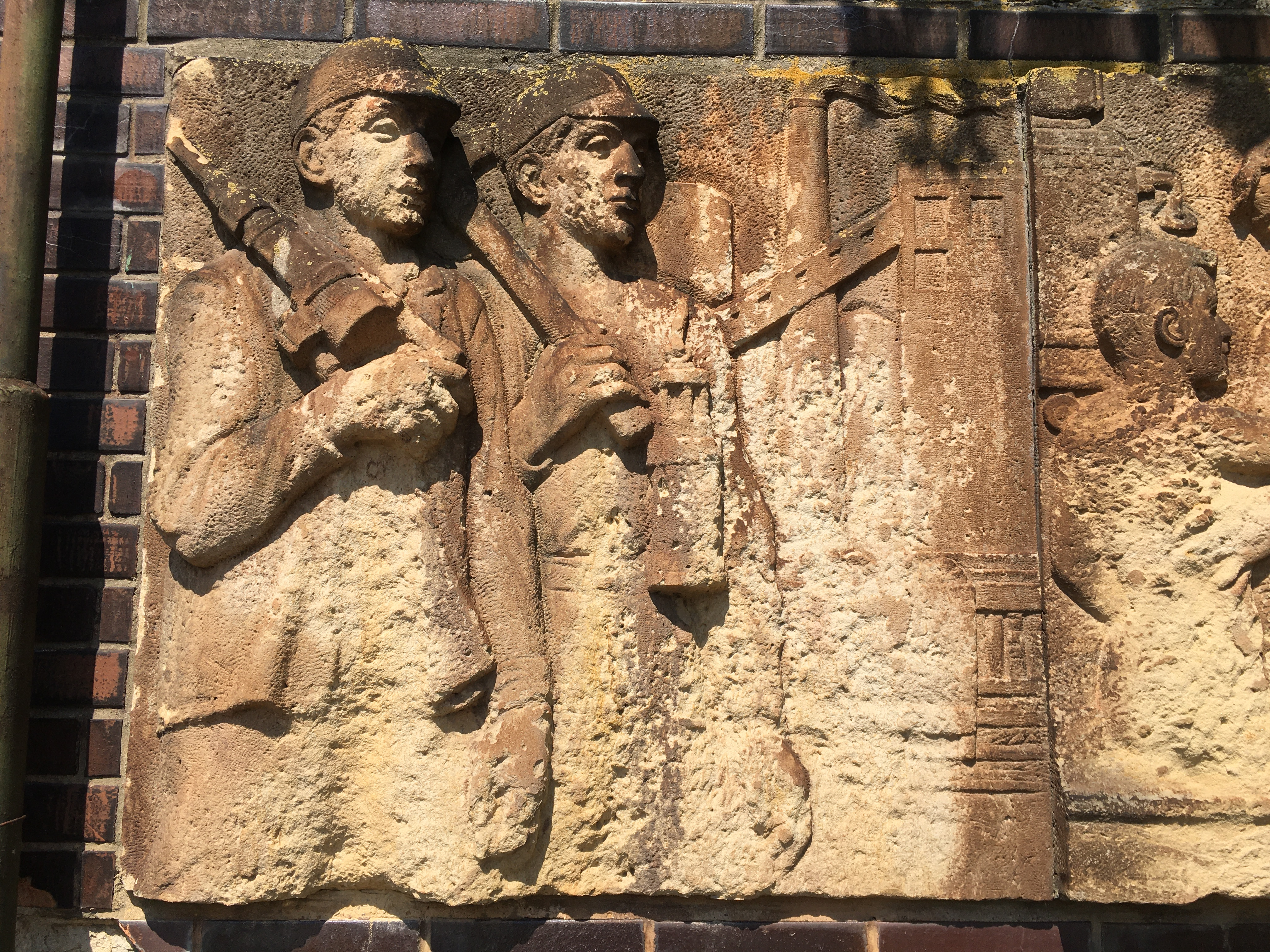
Horníci
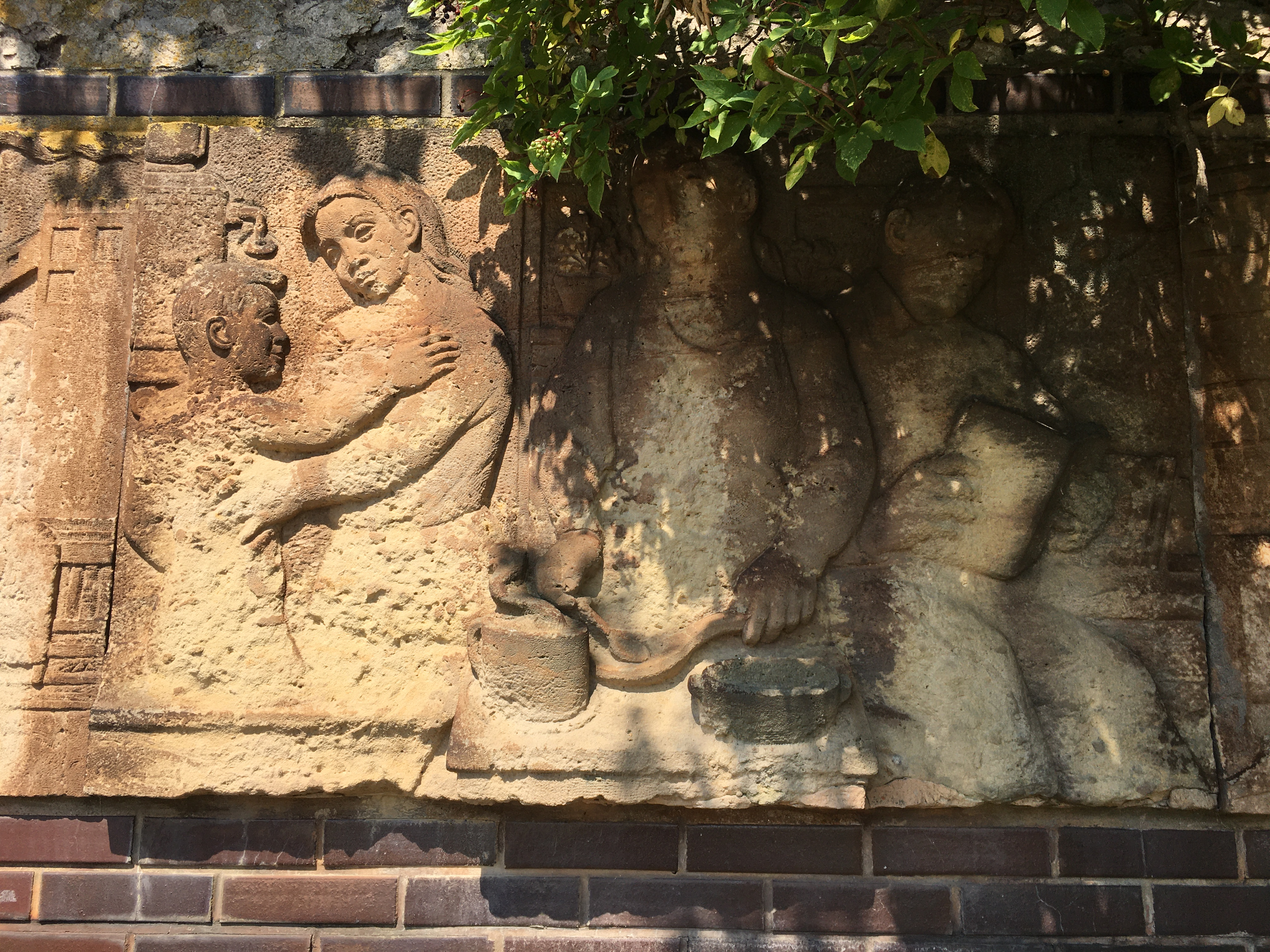
Rodina
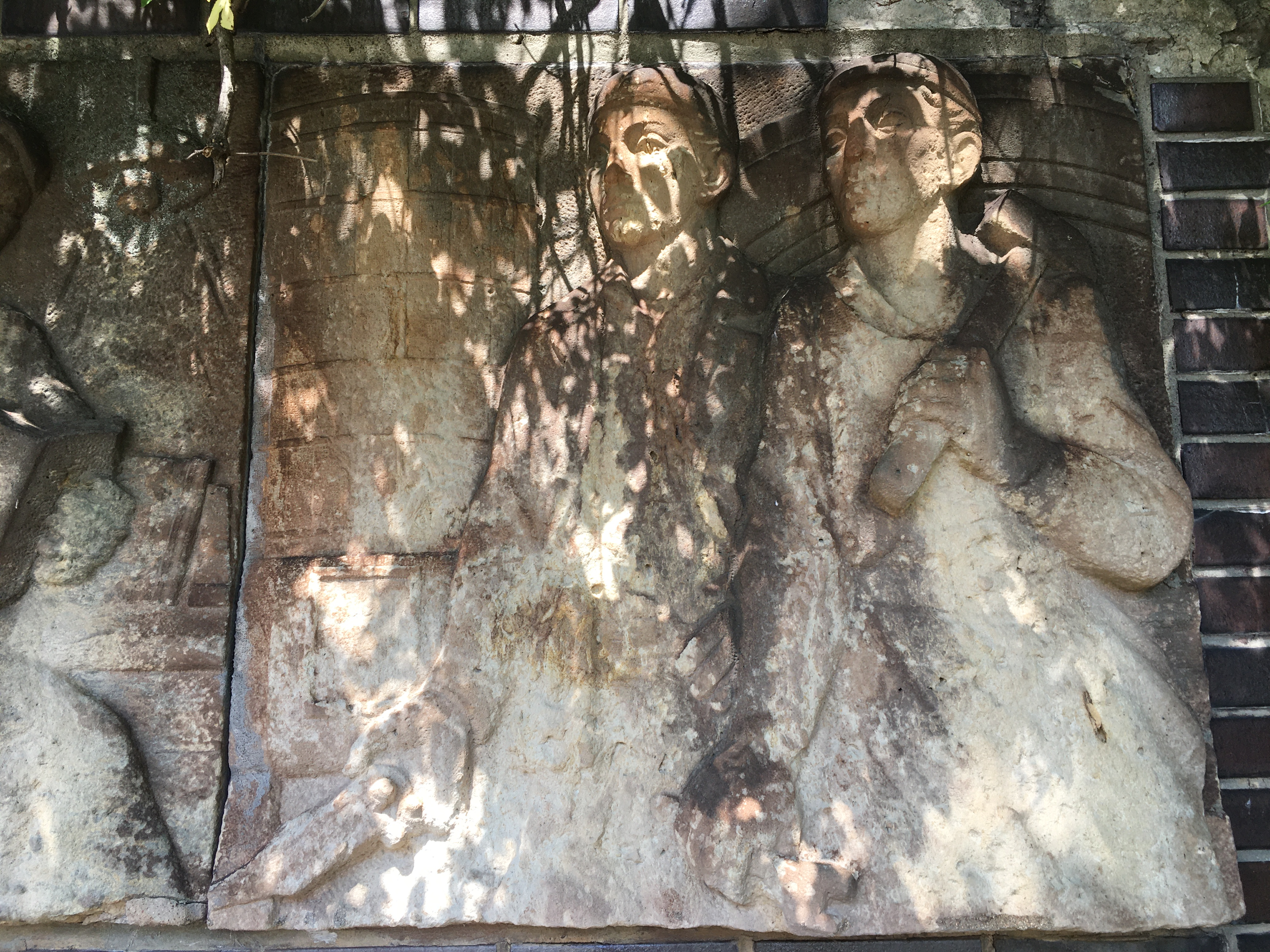
Hutníci